# Wartezeit (Produktion)
Die Wartezeit ist in der Produktionswirtschaft und dem Arbeitsstudium der Zeitraum, der zwischen dem Ende eines Ablaufabschnitts und dem Beginn eines neuen Ablaufabschnitts liegt und in dem eine arbeitsbereite Arbeitskraft ihre Aufgabe nicht erfüllen kann.

## Allgemeines
Die REFA-Methodenlehre kennt viele Zeitbegriffe, zu denen unter anderem auch die Bearbeitungszeit (oder Hauptzeit, Tätigkeitszeit) und Zwischenzeit (einschließlich Wartezeit und Liegezeit) gehören, aus Bearbeitungs- und Zwischenzeit zusammen ergibt sich die Grundzeit. Die Wartezeit ist die Summe der Zeiteinheiten, bei der die noch nicht bearbeiteten Aufträge vor den Maschinen in einer Warteschlange warten müssen, bis jeder Auftrag abgearbeitet ist; die Maschinenwartezeit ist die Summe aller Zeiteinheiten, in denen die Maschinen nicht beschäftigt sind.
Es handelt sich um den Zeitraum, der nach Auftragseingang bis zum Beginn der nächsten Auftragsbearbeitung verstreicht. Sie ist das planmäßige Warten der Arbeitspersonen auf das Ende von Ablaufabschnitten, bei denen Betriebsmittel und/oder Werkstoffe zeitbestimmend sind.

## Arten
Ausgangspunkt ist der Oberbegriff der Ruhezeit, deren Unterart der betrieblich bedingten Ruhezeit die beiden Arten der Wartezeit beinhaltet:                                                                  
```
                                                                   Ruhezeit
                                 ┌────────────────────────────────────┴────────────────────────────────────┐                
                         betrieblich bedingt                 persönlich bedingt                 überbetrieblich bedingt
                         ┌───────┴──────┐                  ┌──────────┴──────────────┐                     ┴         
                     Wartezeit      Wartezeit        
Erholungszeit
    Zeiten vermeidbarer             
Arbeitspausen

                 (ablaufbedingt) (störungsbedingt)                    Untätigkeit
```

Generell wird unterschieden zwischen arbeitsablaufbedingter und störungsbedingter Wartezeit:
- Ablaufbedingte Wartezeiten sind allgemein Zeiten der Untätigkeit des Arbeiters bedingt durch den Arbeitsablauf bei Betriebsmitteln und/oder Werkstoffen oder nach REFA die Zeit innerhalb der Grundzeit, in welcher die arbeitsbereite Arbeitskraft durch den Arbeitsablauf nicht tätig werden kann.[6] Arbeitsablaufbedingte Wartezeit ergibt sich aus dem Unterschied zwischen der Nutzungszeit des Betriebsmittels oder der Veränderungszeit des Werkstoffes und der Tätigkeitszeit des Arbeiters während der Dauer dieser Nutzungs- oder Verzögerungszeit. Hierzu gehört die Wartezeit des Rettungsdienstfachpersonals zwischen zwei Einsätzen oder des Fernfahrers beim Be- oder Entladen des LKW.

Ablaufbedingte Wartezeiten gibt es für Arbeitskräfte auch dann, wenn sie unter anderem die Bearbeitungszeit einer Maschine, das Aushärten von Kunststoffteilen oder das Trocknen von Farben abwarten müssen, bevor sie in der Ablauffolge den nächsten Arbeitsvorgang am Arbeitsobjekt beginnen können.
- Störungsbedingte Wartezeiten entstehen durch unerwartete und nicht planbare Betriebsstörungen jeder Art, sie werden auch Brachzeit genannt. Hierzu gehören die Wartezeiten, die durch fehlende oder mangelnde Harmonisierung der Beschaffungs- und Vorleistungsgüter bei Just-in-time-Produktion entstehen. Auch die dynamische Liegezeit ist eine Wartezeit, bei der die Ablauffolge gestört ist, weil die für die Weiterbearbeitung erforderlichen Produktionsfaktoren zum Produktionszeitpunkt unerwartet nicht zur Verfügung stehen (etwa durch Lieferengpass fehlendes Fertigungsmaterial oder streikendes Personal).[7]

Beide Arten werden der REFA zufolge zur betrieblich bedingten Ruhezeit zusammengefasst. Während der Wartezeit verbringt der Arbeitnehmer die Ablaufart „ablaufbedingtes oder störungsbedingtes Unterbrechen“.

## Wirtschaftliche Aspekte
Die Wartezeit ist ein Teil der Durchlaufzeit und ist unproduktiv wie auch die Rüstzeit, Stillstandszeit, Ausschuss und Nacharbeit. Es ist daher eine Minimierung der Wartezeiten anzustreben. Dabei kann der Johnson-Algorithmus die Wartezeiten nicht minimieren: Betrachtet man beispielsweise eine optimale Auftragsfolge mit einer minimalen Zykluszeit und einer sich daraus ergebenden Wartezeit, so kann es vorkommen, dass bei einer Umstellung der Auftragsfolge die Wartezeit niedriger wird, ohne dass sich die Zykluszeit verlängert. Ein höherer Leistungsgrad kann die Wartezeit verlängern, wenn die Wartezeit bei Normalleistung mit Arbeitstätigkeit gerade noch ausgefüllt wäre.
Wartezeiten sind ein typischer Flaschenhals, der die Durchlaufzeiten verlängert. Eine verfeinerte Ablaufplanung muss dafür sorgen, dass Wartezeiten minimiert oder ganz eliminiert werden. Die Gesamtwartezeit ist entsprechend die Summe aller Wartezeiten aller Aufträge eines gegebenen Auftragsbestands.
Der Akkordlohn als Lohnform ist ungeeignet, wenn der Anteil der unbeeinflussbaren Wartezeit relativ hoch ist. Für Wartezeiten sind Arbeitnehmer nicht verantwortlich, so dass sie von der für den Arbeitsvorgang benötigten Zeit abgesetzt und im Arbeitsentgelt vergütet werden müssen.